# 경기대로 (서울)
경기대로(京畿大路, Kyonggidae-ro)은 서울특별시 서대문구에 잇는 도로이다. 도로의 총 길이는 966m이고, 왕복 2차선 도로이다.

## 노선 경로
- 충청로사거리 - 국도 제6호선 (신촌로)
- 사거리 미상 - 충정로9길
- 독립문로 직결 / 통일로9길

## 주요 건물 및 시설
- 서울농아인협회 - 서울특별시 서대문구 경기대로 15
- 우리겨레하나되기운동본부 - 서울특별시 서대문구 경기대로 63
- 인창중학교, 인창고등학교 - 서울특별시 서대문구 경기대로 65
- 한국청소년활동진흥원 - 서울특별시 서대문구 경기대로 47
- 전국교직원노동조합 - 서울특별시 서대문구 경기대로 82
- 공공연대노동조합 - 서울특별시 서대문구 경기대로 88

## 같이 보기
- 경기대학교